# Šeganje
Šeganje je naseljeno mjesto u općini Višegrad, Republika Srpska, BiH.

## Stanovništvo
Nacionalni sastav stanovništva 1991. godine, bio je sljedeći:
| Narod       | Broj stanovnika |
| ----------- | --------------- |
| Muslimani   | 182             |
| Srbi        | 116             |
| Ostali      | 7               |
| Jugoslaveni | 3               |
| Ukupno      | 308             |